# Trichozetes neotrichus
Trichozetes neotrichus är en kvalsterart som beskrevs av Balogh och Sandór Mahunka 1980. Trichozetes neotrichus ingår i släktet Trichozetes och familjen Microzetidae. Inga underarter finns listade i Catalogue of Life.